# Stiftung mitLeidenschaft
Die „Stiftung mitLeidenschaft - Stiftung für Innovation und Förderung in der diakonischen Arbeit“ wurde 2001 gegründet als Stiftung des Evangelischen Johanneswerkes. Sie hilft vor allem älteren Menschen und Familien, die in Armut leben müssen. Sie fördert Projekte für Kinder und Menschen mit Behinderung sowie Projekte auf dem Gebiet der Demenz. Vorsitzender des Vorstands ist Ingo Habenicht. Geschäftsführerin ist Claudia Schröder.
Die Stiftung mitLeidenschaft ist eine rechtsfähige kirchliche Stiftung des Bürgerlichen Rechts und durch Beschluss des Landeskirchenamtes der Evangelischen Kirche von Westfalen als evangelische Stiftung anerkannt. Sie ist Mitglied des Diakonischen Werkes der Evangelischen Kirche von Westfalen.
Zweck der Stiftung ist laut Satzung die Unterstützung hilfebedürftiger Menschen vor allem in den Arbeitsfeldern des Evangelischen Johanneswerkes wie der Altenarbeit, der Behindertenarbeit, der pädagogischen Arbeit für Kinder und Jugendliche und dem Gesundheitswesen. Die Stiftung verfolgt ausschließlich und unmittelbar gemeinnützige/mildtätige Zwecke. 